# Sorbarija
Sorbarija (lat. Sorbaria), biljni rod listopadnih grmova iz porodice ružovki, smješten potporodicu Amygdaloideae. Pripadaju mu 4 vrste u istočnim predjelima umjerene Azije.
Najrasprostranjenija vrsta je S. sorbifolia, listopadni grm uvedzen u više zemalja Europe, možda i u  Hrvatsku, te u Sjevernu Ameriku.
Ime roda dolazi po rodu Sorbus (oskoruša) sa kojmom ima sličnosti.

## Vrste
1. Sorbaria pallasii (G.Don) Pojark.
2. Sorbaria kirilowii (Regel) Maxim.
3. Sorbaria sorbifolia (L.) A.Braun
4. Sorbaria tomentosa (Lindl.) Rehder